# محوطه کارغش بالا
محوطه کارغش بالا مربوط به سدهٔ ۴ تا ۱۲ ه.ق است و در روستای کارغش بالا، شهرستان فریمان واقع شده و این اثر در تاریخ ۲ آبان ۱۳۸۲ با شمارهٔ ثبت ۱۰۴۵۴ به‌عنوان یکی از آثار ملی ایران به ثبت رسیده است.